# Mercedes-Benz Classe GLE
O Classe GLE (anteriormente chamado de Classe M ou Classe ML) é um utilitário esportivo de alto-luxo com capacidade para 5 pessoas, fabricado na Alemanha e EUA pela Mercedes-Benz, uma divisão da corporação Daimler AG.

## Galeria
- Primeira geração (1998-2005)
- Segunda geração (2005-2011)
- Terceira geração (2011-2019)
- Quarta geração (2019-presente)